# Gassan Abdulchamidowitsch Gimbatow
Gassan Abdulchamidowitsch Gimbatow (russisch Гасан Абдулхамидович Гимбатов; englisch Gasan Gimbatov; * 28. Oktober 1993 in Aksai, Dagestan) ist ein russischer Profiboxer im Schwergewicht.

## Amateurkarriere
Gimbatow boxte im Superschwergewicht, wurde 2010 und 2011 Russischer Jugendmeister, sowie 2012 Russischer U20-Meister.
Er gewann die Goldmedaille bei den Junioren-Weltmeisterschaften 2009 in Jerewan und schied im Viertelfinale der Jugend-Weltmeisterschaften 2010 in Baku im Viertelfinale mit 6:7 gegen Tony Yoka aus. Des Weiteren gewann er Gold bei den Junioren-Europameisterschaften 2011 in Dublin, Silber bei den U22-Europameisterschaften 2012 in Kaliningrad und Gold beim Feliks Stamm Tournament 2012 in Warschau.
2013 und 2014 wurde er jeweils Russischer Meister und besiegte dabei unter anderem Magomed Omarow, Sergei Kusmin und zweimal Maxim Babanin.
Bei den Europaspielen 2015 in Baku unterlag er im Finalkampf gegen Joseph Joyce und wurde Vizemeister.

## Profikarriere
Am 8. Juli 2017 gewann er sein Profidebüt in Jekaterinburg.